# Gustave Ier Vasa
Ne doit pas être confondu avec Gustave de Vasa ou Gustave de Suède (homonymie).
Gustave Ier Vasa ou Gustav Vasa (né le 12 mai 1496 et mort le 29 septembre 1560) fut régent de Suède (en suédois : Riksföreståndare) de 1521 à 1523 puis roi de Suède de 1523 à sa mort.

## Biographie
Gustav Eriksson Vasa est le fils d’Erik Johansson Vasa et de Cecilia Månsdotter Eka. Son père et son beau-frère ayant été assassinés, parmi 88 nobles et bourgeois, lors des journées appelées « Bain de sang de Stockholm », en novembre 1520, il prend la direction, à l'âge de 24 ans, d'une rébellion contre le Danemark qui a envahi la Suède. Il s'appuie sur une armée de 4 000 paysans, les marchands de Lübeck et l'empereur Charles Quint. Le 23 août 1521, il est élu régent du Royaume (en suédois : Riksföreståndare) par les révoltés. Il obtient le soutien de la Hanse et en deux ans (1522 – 1523) les Danois sont définitivement chassés de Suède.
Le 6 juin 1523, Gustave Vasa est élu roi par le Riksdag de Strängnäs, brisant l’union de Kalmar. Il impose le luthéranisme, développe l’économie du pays et réorganise le royaume (administration, justice, fiscalité). Il renforce, dans les années qui suivent, son pouvoir politique au détriment des grands féodaux et réorganise l’Église. L’Église catholique romaine, ayant soutenu Christian II de Danemark, est privée de tout pouvoir politique et Gustave lui confisque ses biens en 1527 lorsqu'il obtient du Riksdag de Västerås  la sécularisation des biens du clergé, et en 1536, au synode d'Uppsala, l'Église de Suède devient officiellement luthérienne.
Entre 1538 et 1543, il s’inspire de modèles allemands pour réformer l’administration de la Suède. Il s’entoure de grands commis d’origine allemande, luthériens (Georg Norman, aux affaires ecclésiastiques, puis chancelier) ou catholiques (Conrad von Pyhy aux Affaires étrangères).
Sous la pression de Gustave, le Riksdag de Västerås adopte en 1544 l'Union héréditaire, qui rend la monarchie héréditaire au profit de la lignée des Vasa (les filles étant admises à la succession à partir de 1604). Il convertit aussi les Suédois au protestantisme et réquisitionne les cloches des églises pour pouvoir payer une dette qu’il devait aux marchands de Lübeck, provoquant un soulèvement des paysans en 1532, très attachés à leurs cloches (révolte des cloches).

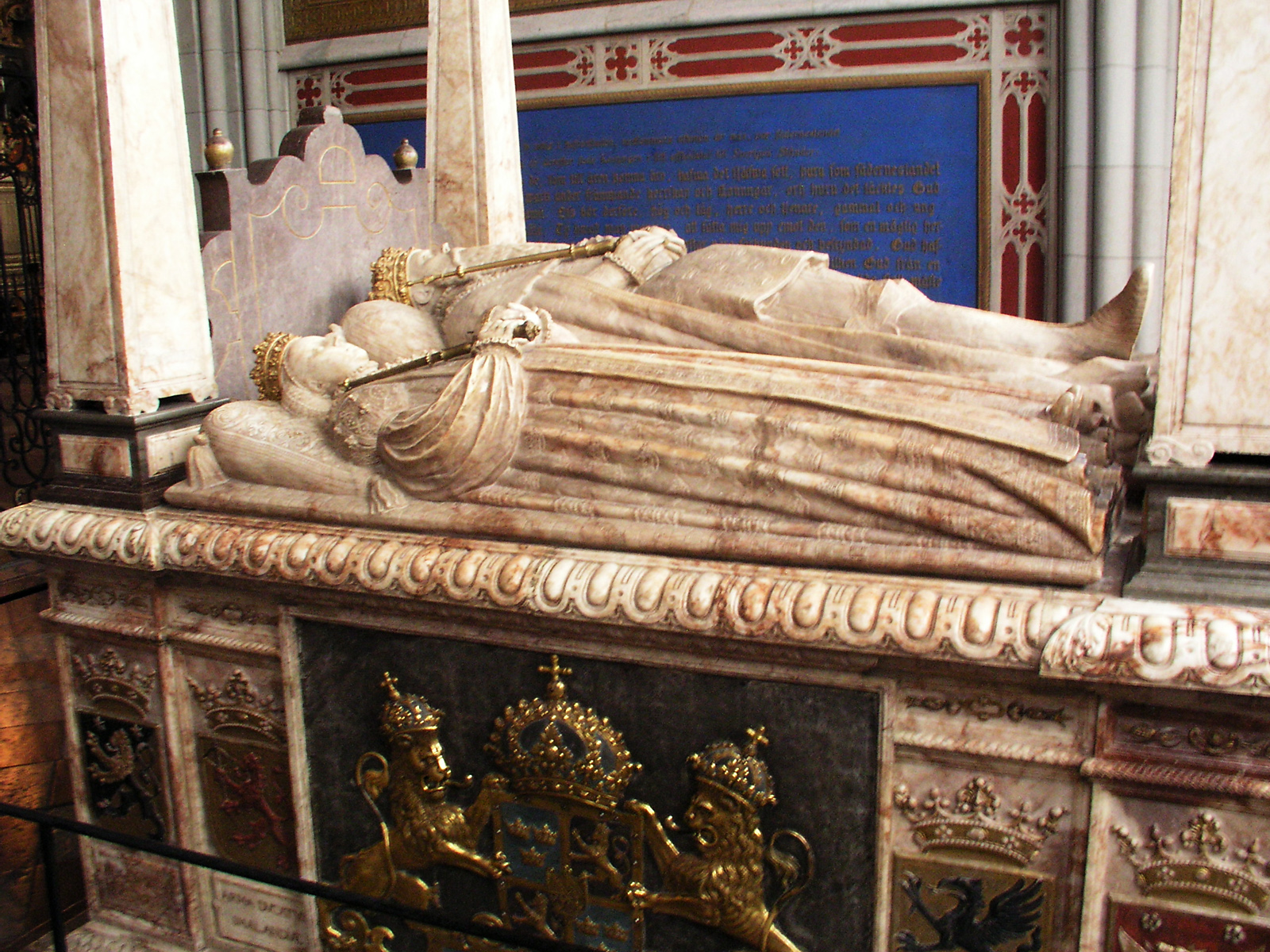
Triple tombeau de Gustave Ier Vasa, de Catherine de Saxe-Lauenbourg et de Marguerite Lejonhufvud.

Gustave Vasa crée une armée permanente composée de mercenaires, et consacre 70 % du budget de l’État à son entretien. Le service militaire est obligatoire. À son avènement, il fait face à de graves difficultés financières, et substitue aux pièces rondes d’étranges jetons carrés requérant moins de métal (knipplingar, de knippa, « couper avec des cisailles »). Il fait exploiter les mines d’argent et de cuivre et lance un plan de colonisation des terres en Suède.
À sa mort en 1560, Gustave laisse un gouvernement efficace et des finances florissantes. Il fut inhumé sous un somptueux tombeau dans la cathédrale d'Uppsala avec ses trois épouses, mais deux seulement possèdent un gisant auprès du sien.

### Unions et postérité
Il épouse en 1531 Catherine de Saxe-Lauenbourg, fille du duc Magnus Ier de Saxe-Lauenbourg, dont :
- Éric XIV (1533-1577), roi de Suède en 1560-1568.

Il se remarie en 1536 avec Marguerite Lejonhufvud, fille d'Eric Lejonhufvud, dont :
- Jean III (1537-1592), roi de Suède en 1568-1592 : d'où la suite des rois de Suède en 1592-1599, et des rois de Pologne et grands-ducs de Lituanie jusqu'en 1668 par son mariage avec Catherine Jagellon de Pologne et Lituanie (par leur fils Sigismond III) ;
- Catherine (1539-1610), épouse le comte Edzard II de Frise orientale ;
- Cécile (1540-1627), épouse en 1564 Christophe II de Baden-Baden ;
- Magnus (1542-1575), duc d'Östergötland ;
- Anne Marie (1545-1610), épouse Georges-Jean, comte palatin de Veldenz (1543 – 1592) ;
- Sophie (1547-1611) ;
- Élisabeth (1549-1597) ;
- Charles IX (1550-1611), régent (1599), puis roi de Suède en 1604-1611 : d'où la suite des rois de Suède jusqu'en 1818.

Il se remarie une dernière fois en 1552 avec Catherine Stenbock, fille de Gustave Stenbock.